# Feodor Dietz
Feodor Dietz, född 29 maj 1813, död 18 december 1870, var en tysk konstnär.
Dietz deltog i flera fälttåg och blev en typisk representant för krigets romantik i konsten, mera betydande genom sin fantasi och kompositionsförmåga än sitt naturstudium. Han bilder från Napoleonkrigen blev mycket populära, liksom hans tavla Gustav II Adolf vid Lützen.